# ダブルスタンダード (企業)
株式会社ダブルスタンダード（英：Double Standard Inc. ）は、東京都港区に本社を置く企業向けビッグデータの生成・提供事業等を行う企業。JPX日経中小型株指数の構成銘柄の一つ。

## 沿革
- 2012年6月 - 設立
- 2013年
  - 1月 - ビッグデータ関連事業第一弾「競合企業－顧客獲得状況分析データ生成」の提供開始[2]
  - 3月 - サービス企画開発事業第一弾「情報変更検知システム」の提供開始[2]
  - 4月 - スマッシュ・マーケティングとダブルスタンダードが合併[2]
- 2014年
  - 2月 - 本社を東京都港区元赤坂に移転[2]
  - 5月 - 株式会社LITTLE DISCOVERYを完全子会社化[2]
- 2015年
  - 8月 - 一般社団法人オープン・ナレッジ・ファウンデーション・ジャパンに加盟[2]
  - 12月 - 東京証券取引所マザーズへ株式上場[3]
- 2017年
  - 1月 - 本社を東京都港区赤坂に移転[4]
  - 11月 - 人工知能（AI）搭載型OCR（光学式文字読取システム）の提供開始[5]
- 2018年
  - 11月 - 東京証券取引所第一部へ市場変更[6]
- 2019年
  - 2月 - 一般社団法人 日本経済団体連合会（経団連）へ入会[7]
  - 2月 - 「バルカン室内管弦楽団公演2021」プロジェクトへ支援[8]
- 2022年
  - 3月 - 本社を東京都港区南青山に移転[9]
- 2023年
  - 8月 - 「柳原由香 ソプラノ MUSIKTHEATER コンサート」へ協賛[10]
  - 12月 - クラシックコンサート「ソリストたちの夕べ」へ協賛[11]

## 事業所
- 本社 - 〒107-0062　東京都港区南青山2-2-3

## 所属団体
- 一般社団法人オープン・ナレッジ・ファウンデーション・ジャパン